# Kestilä
Kestilä este o fostă comună din Finlanda.